# Joost Schaberg
Joost Schaberg (Rotterdam, 28 november 1926 - Vleuten, 29 maart 2008) was een Nederlandse landmachtgeneraal en opiniemaker.

## Levensloop
Schaberg groeide op in Rotterdam als vierde kind van een reserveofficier bij de infanterie. Schaberg was van plan na zijn HBS naar de Technische Hogeschool in Delft te gaan studeren, maar hij moest in dienst bij het artillerie-meetregiment van de landmacht, waar bleek dat hij zijn interesse voor techniek erin kwijt kon.
In de jaren dat Schaberg in de landmacht diende vervulde hij veel functies binnen de artillerie en binnen de staf van de landmacht en publiceerde als luitenant vaktijdschriften. Hij werd in 1980 bevorderd tot generaal-majoor en benoemd tot plaatsvervangend Bevelhebber der Landstrijdkrachten en tot Inspecteur Reserve Personeel KL. Schaberg sloot nadat hij nog vier jaar als plaatsvervangend BLS had gediend zijn veertigjarige militaire carrière in 1984 af en kreeg voor zijn verdiensten, integriteit en inzet de Bronzen soldaat met bijbehorend gouden erekoord. Hij bleef zich na zijn militaire carrière nog steeds voor de landmacht inzetten, was van 1985 tot en met 1995 voorzitter van het Legermuseum in Delft en schreef in dagbladen als Trouw, NRC Handelsblad en de Volkskrant diverse opinie-artikelen en columns over het reilen en zeilen binnen de krijgsmacht.
Er werd in 2007 bij Schaberg ongeneeslijke kanker geconstateerd en hij is op 29 maart 2008 op 81-jarige leeftijd overleden. Zijn uitvaart had hij voor zijn dood grotendeels geregeld. Er was op de dienst een landmachttrompetter aanwezig, die de Taptoe blies.
Schaberg was onderscheiden als Ridder in de Orde van de Nederlandse Leeuw, Officier in de Orde van Oranje-Nassau met de zwaarden, Officierskruis met cijfer 35, Officier in het Legioen van Verdienste van de Verenigde Staten en kreeg in 1995 bij zijn afscheid als voorzitter van het Legermuseum van de Koninklijke Nederlandse Vereniging 'Ons Leger' de Prins Mauritsmedaille.